# Cala Llombards (Ort)
Cala Llombards ist ein Ort auf der spanischen Baleareninsel Mallorca. Er wird im Katalanischen als Urbanització bezeichnet, was Wohngebiet oder Siedlung bedeutet.
Cala Llombards liegt im Südosten von Mallorca und gehört zur Gemeinde Santanyí. Der Anfang der 1960er Jahre entstandene und nach der Bucht Cala Llombards benannte Ort hat über 450 Einwohner. Der Siedlungsbau auf dem Grundstück der ehemaligen Finca Son Amer begann 1969. Cala Llombards besteht aus Einfamilien- und Ferienhäusern sowie einem kleinen Hotel. Bucht und Ort sind über die MA-6100 zwischen Santanyí und Ses Salines zu erreichen. Abzweig im gleichnamigen Ort Es Llombards. Benachbarte Orte sind im Nordosten Cala Santanyí und im Südwesten das Cap de Ses Salines, welches den südlichsten Punkt der Insel markiert.
Die am Vormittag schattige Bucht ist durch den flach auslaufenden Strand und dem schwachen Wellengang gut zum Baden geeignet. Gastronomisches Angebot ist im begrenzten Maß vorhanden.